# 1953-as Le Mans-i 24 órás verseny
A 21. Le Mans-i 24 órás versenyt 1953. június 13-án rendezték meg.

## Végeredmény
|    | Kategória | #  | Csapat                          | Versenyzők                             | Modell                            | Motor               | Körök |
| -- | --------- | -- | ------------------------------- | -------------------------------------- | --------------------------------- | ------------------- | ----- |
| 1  | S 5.0     | 18 | Jaguar Cars Ltd.                | Tony Rolt Duncan Hamilton              | Jaguar C-Type                     | Jaguar 3.4L I6      | 304   |
| 2  | S 5.0     | 17 | Jaguar Cars Ltd.                | Stirling Moss Peter Walker             | Jaguar C-Type                     | Jaguar 3.4L I6      | 300   |
| 3  | S 8.0     | 2  | Briggs Cunningham               | Phil Walters John Fitch                | Cunningham C5-R                   | Chrysler 5.5L V8    | 299   |
| 4  | S 5.0     | 19 | Jaguar Cars Ltd.                | Peter Whitehead Ian Stewart            | Jaguar C-Type                     | Jaguar 3.4L I6      | 297   |
| 5  | S 5.0     | 15 | Scuderia Ferrari                | Count Paolo Marzotto Giannino Marzotto | Ferrari 340MM Berlinetta          | Ferrari 4.1L V12    | 294   |
| 6  | S 3.0     | 35 | Automobiles Gordini             | Maurice Trintignant Harry Schell       | Gordini T24S                      | Gordini 2.5L I6     | 293   |
| 7  | S 8.0     | 1  | Briggs Cunningham               | Briggs Cunningham William Spear        | Cunningham C4-R                   | Chrysler 5.5L V8    | 290   |
| 8  | S 5.0     | 7  | Automobiles Talbot-Darracq S.A. | Pierre Levegh Charles Pozzi            | Talbot-Lago T26 GS                | Talbot-Lago 4.5L I6 | 276   |
| 9  | S 5.0     | 20 | Ecurie Francorchamps            | Roger Laurent Charles de Tornaco       | Jaguar C-Type                     | Jaguar 3.4L I6      | 275   |
| 10 | S 8.0     | 3  | Briggs Cunningham               | Charles Moran John Gordon Bonnet       | Cunningham C4-RK                  | Chrysler 5.5L V8    | 269   |
| 11 | S 5.0     | 11 | Nash-Healey Inc.                | Leslie Johnson Bert Hadley             | Nash-Healey Sport                 | Nash 4.1L I6        | 265   |
| 12 | S 3.0     | 34 | Donald Healey Motor Company     | Johnny Lockett Maurice Gatsonides      | Austin-Healey 100                 | BMC 2.7L I4         | 257   |
| 13 | S 2.0     | 39 | Automobiles Frazer Nash Ltd.    | Ken Wharton Laurence Mitchell          | Frazer Nash Le Mans Touring Coupe | Bristol 2.0L I6     | 253   |
| 14 | S 3.0     | 33 | Donald Healey Motor Company     | Marcel Becquart Gordon Wilkins         | Austin-Healey 100                 | BMC 2.7L I4         | 252   |
| 15 | S 1.5     | 45 | Porsche KG                      | Richard von Frankenberg Paul Frère     | Porsche 550 Coupe                 | Porsche 1.5L Flat-4 | 247   |
| 16 | S 1.5     | 44 | Porsche KG                      | Helm Glöckler Hans Herrmann            | Porsche 550 Coupe                 | Porsche 1.5L Flat-4 | 247   |
| 17 | S 750     | 57 | Automobiles Deutsch et Bonnet   | René Bonnet André Moynet               | DB HBR                            | Panhard 0.7L Flat-2 | 237   |
| 18 | S 1.1     | 48 | Automobili O.S.C.A.             | Dr. Mario Damonte Pierre-Louis Dreyfus | O.S.C.A. MT-4 1100 Coupe          | O.S.C.A. 1.1L I4    | 232   |
| 19 | S 750     | 58 | Automobiles Deutsch et Bonnet   | Marc Gignoux Marc Azéma                | DB HBR                            | Panhard 0.7L Flat-2 | 231   |
| 20 | S 1.1     | 50 | Automobiles Panhard et Levassor | Charles Plantivoux Guy Lapchin         | Panhard X89                       | Panhard 0.9L Flat-2 | 227   |
| 21 | S 750     | 61 | Automobiles Panhard et Levassor | Pierre Chancel Robert Chancel          | Panhard X88                       | Panhard 0.6L Flat-2 | 223   |
| 22 | S 1.1     | 51 | Automobiles Panhard et Levassor | Raymond Stempert Georges Schwartz      | Panhard X87                       | Panhard 0.9L Flat-2 | 218   |
| 23 | S 750     | 53 | R.N.U. Renault                  | Jean-Louis Rosier Robert Schollemann   | Renault 4CV                       | Renault 0.7L I4     | 218   |

## Nem értékelhető
|    | Kategória | #  | Csapat                           | Versenyzők                         | Modell      | Motor                        | Kör |
| -- | --------- | -- | -------------------------------- | ---------------------------------- | ----------- | ---------------------------- | --- |
| 24 | S 750     | 60 | Automobiles Panhard et Levassor  | Jean Hémard Jean de Montrémy       | Panhard X85 | Panhard 0.6L Flat-2          | 212 |
| 25 | S 3.0     | 66 | Alexis Constantin                | Alexandre Constantin Michel Aunaud | Constantin  | Peugeot 1.3L Supercharged I4 | 200 |
| 26 | S 750     | 56 | Just-Emile Vernet / Jean Pairard | Just-Emile Vernet Jean Pairard     | VP 166R     | Renault 0.7L I4              | 183 |

## Nem ért célba
|    | Kategória | #  | Csapat                          | Versenyzők                               | Modell                         | Motor                            | Körök |
| -- | --------- | -- | ------------------------------- | ---------------------------------------- | ------------------------------ | -------------------------------- | ----- |
| 27 | S 5.0     | 12 | Scuderia Ferrari                | Alberto Ascari Luigi Villoresi           | Ferrari 340MM Berlinetta       | Ferrari 4.5L V12                 | 229   |
| 28 | S 1.5     | 41 | Borgward GmbH                   | Jacques Poch Edmond Mouche               | Borgward-Hansa 1500 Rennsport  | Borgward 1.5L I4                 | 228   |
| 29 | S 8.0     | 63 | Scuderia Lancia                 | Clemente Biondetti José Froilán González | Lancia D.20 Compressor         | Lancia 2.7L Supercharged V6      | 213   |
| 30 | S 3.0     | 27 | Aston Martin Ltd.               | Eric Thompson Dennis Poore               | Aston Martin DB3S              | Aston Martin 2.9L I6             | 182   |
| 31 | S 5.0     | 16 | Luigi Chinetti                  | Luigi Chinetti Tom Cole Jr.              | Ferrari 340MM Vignale S        | Ferrari 4.1L V12                 | 175   |
| 32 | S 8.0     | 31 | Scuderia Lancia                 | Robert Manzon Louis Chiron               | Lancia D.20 Compressor         | Lancia 2.7L Supercharged V6      | 174   |
| 33 | S 1.1     | 49 | Porsche KG                      | Auguste Veuillet Peter Max Müller        | Porsche 356                    | Porsche 1.1L Flat-4              | 147   |
| 34 | S 2.0     | 40 | Automobiles Frazer Nash Ltd.    | Bob Gerard David Clark                   | Frazer Nash Le Mans MkII Coupe | Bristol 2.0L I6                  | 135   |
| 35 | S 5.0     | 23 | SpA Alfa Romeo                  | Karl Kling Fritz Riess                   | Alfa Romeo 6C/3000 CM          | Alfa Romeo 3.5L I6               | 133   |
| 36 | S 5.0     | 21 | SpA Alfa Romeo                  | Consalvo Sanesi Piero Carini             | Alfa Romeo 6C/3000 CM          | Alfa Romeo 3.5L I6               | 125   |
| 37 | S 5.0     | 9  | Automobiles Talbot-Darracq S.A. | Guy Mairesse Georges Grignard            | Talbot-Lago T26 GS             | Talbot-Lago 4.5L I6              | 120   |
| 38 | S 8.0     | 30 | Scuderia Lancia                 | Piero Taruffi Umberto Maglioli           | Lancia D.20 Compressor         | Lancia 2.7L Supercharged V6      | 117   |
| 39 | S 1.1     | 46 | Gustave Olivier                 | Gustave Olivier Eugène Martin            | Porsche 356                    | Porsche 1.1L Flat-4              | 115   |
| 40 | S 750     | 55 | Jacques Lecat                   | Jacques Lecat Henri Senfftleben          | Renault 4CV                    | Renault 0.7L I4                  | 84    |
| 41 | S 3.0     | 36 | Automobiles Gordini             | Roberto Mières Jean Behra                | Gordini T15S                   | Gordini 2.3L I6                  | 84    |
| 42 | S 1.5     | 47 | Rees T. Makins                  | Fred Wacker Jr. Phil Hill                | O.S.C.A. MT-4 1300             | O.S.C.A. 1.3L I4                 | 80    |
| 43 | S 3.0     | 26 | Aston Martin Ltd.               | George Abecassis Roy Salvadori           | Aston Martin DB3S              | Aston Martin 2.9L I6             | 74    |
| 44 | S 2.0     | 38 | Bristol Aeroplane Company       | Tommy Wisdom Jack Fairman                | Bristol 450 Coupe              | Bristol 2.0L I6                  | 70    |
| 45 | S 8.0     | 32 | Scuderia Lancia                 | Felice Bonetto Luigi Valenzano           | Lancia D.20 Compressor         | Lancia 2.7L Supercharged V6      | 66    |
| 46 | S 8.0     | 5  | Allard Motor Company            | Zora Arkus-Duntov Ray Merrick            | Allard J2R                     | Cadillac 5.4L V8                 | 65    |
| 47 | S 1.5     | 67 | Capt. Marceau Crespin           | André Guelfi Roger Loyer                 | Gordini T15S                   | Gordini 1.5L I4                  | 40    |
| 48 | S 5.0     | 8  | Automobiles Talbot-Darracq S.A. | Élie Bayol Louis Rosier                  | Talbot-Lago T26 GS             | Talbot-Lago 4.5L I6              | 37    |
| 49 | S 750     | 54 | R.N.U. Renault                  | Louis Pons Jean Redélé                   | Renault 4CV                    | Renault 0.7L I4                  | 35    |
| 50 | S 2.0     | 37 | Bristol Aeroplane Company       | Lance Macklin Graham Whitehead           | Bristol 450 Coupe              | Bristol 2.0L I6                  | 29    |
| 51 | S 1.5     | 42 | Borgward GmbH                   | Hans-Hugo Hartmann Adolf Brudes          | Borgward-Hansa 1500 Rennsport  | Borgward 1.5L I4                 | 29    |
| 52 | S +8.0    | 6  | André Chambas                   | Charles de Cortanze André Chambas        | Talbot-Lago T26 GS Compressor  | Talbot-Lago 4.5L Supercharged I6 | 24    |
| 53 | S 5.0     | 22 | SpA Alfa Romeo                  | Juan Manuel Fangio Onofre Marimón        | Alfa Romeo 6C/3000 CM          | Alfa Romeo 3.5L I6               | 22    |
| 54 | S 25      | 25 | Aston Martin Ltd.               | Reg Parnell Peter Collins                | Aston Martin DB3S              | Aston Martin 2.9L I6             | 16    |
| 55 | S 750     | 54 | R.N.U. Renault                  | Yves Lesur André Briat                   | Renault 4CV                    | Renault 0.7L I4                  | 14    |
| 56 | S 5.0     | 14 | Scuderia Ferrari                | Giuseppe Farina Mike Hawthorn            | Ferrari 340MM Coupe            | Ferrari 4.1L V12                 | 12    |
| 57 | S 5.0     | 10 | Nash-Healey Inc.                | Pierre Veyron Yves Giraud-Cabantous      | Nash-Healey Sports             | Nash 4.1L I6                     | 9     |
| 58 | S 750     | 59 | Ets. Monopole                   | Eugéne Dussous Pierre Flahaut            | Monopole X84                   | Panhard 0.6L Flat-2              | 9     |
| 59 | S 2.0     | 62 | Ets. Fiat Degrada               | Don Giovanni Lurani Norbert Jean Mahé    | Fiat 8V                        | Fiat 2.0L V8                     | 8     |
| 60 | S 8.0     | 4  | Allard Motor Company            | Sidney Allard Philip Fotheringham-Parker | Allard J2R                     | Cadillac 5.4L V8                 | 4     |